# Richard Oglesby
Richard James Oglesby, né le 25 juillet 1824 et décédé le 24 avril 1899, est un homme politique américain, membre du parti républicain, ancien gouverneur et sénateur de l'Illinois.